# De odödliga ungdomsböckerna
De odödliga ungdomsböckerna var en bokserie för klassiska ungdomsböcker, huvudsakligen översättningar, men också med några titlar av svenska författare. Serien utgavs av Bonniers mellan 1937 och 1968. Sammanlagt utkom 79 böcker i serien.
Enligt omslaget: ”Alla tiders bästa i nya översättningar illustrerade av framstående konstnärer. Serien redigerad av Sven Barthel.” Böckerna hade röda ryggar och var i större format.
| De odödliga ungdomsböckerna | De odödliga ungdomsböckerna                                                                                          | De odödliga ungdomsböckerna                                              | De odödliga ungdomsböckerna                 | De odödliga ungdomsböckerna            | De odödliga ungdomsböckerna  | De odödliga ungdomsböckerna |
| Nr                          | Författare | Titel                                                                    | Originaltitel                               | Illustratör                            | Översättare                  | Utgivningsår                |
| --------------------------- | --- | ------------------------------------------------------------------------ | ------------------------------------------- | -------------------------------------- | ---------------------------- | --------------------------- |
| 1                           | James Fenimore Cooper                                                                                                | Hjortdödaren                                                             | The deerslayer                              | H. M. Brock                            | Alf Henrikson                | 1937                        |
| 2                           | Mark Twain | Tom Sawyers äventyr                                                      | The adventures of Tom Sawyer                | Bertil Bull-Hedlund                    | Sven Barthel                 | 1937                        |
| 3                           | Ethel S. Turner | Sju syskon                                                               | Seven little Australians                    | Georg Lagerstedt                       | Viveka Starfelt              | 1937                        |
| 4                           | Jules Verne | Kapten Grants barn, del 1                                                | Les enfants du capitaine Grant              | Bertil Bull Hedlund                    | Eyvind Johnson               | 1937                        |
| 5                           | Jules Verne | Kapten Grants barn, del 2                                                | Les enfants du capitaine Grant              | Bertil Bull Hedlund                    | Eyvind Johnson               | 1937                        |
| 6                           | Richard Melander | I Sitting Bulls land: skildring från gränslivet i amerikanska västern    |                                             | Frederic Remington                     |                              | 1937                        |
| 7                           | Louisa M. Alcott | Unga kvinnor                                                             | Little women                                | Georg Lagerstedt                       | Sonja Bergvall               | 1937                        |
| 8                           | James Fenimore Cooper                                                                                                | Den siste mohikanen                                                      | The last of the Mohicans                    | H.M. Brock                             | Alf Henrikson                | 1938                        |
| 9                           | August Niemann | Pieter Maritz, boersonen från Transvaal, del 1                           | Pieter Maritz, der Buhrensohn von Transvaal |                                        | Knut Stubbendorff            | 1938                        |
| 10                          | August Niemann | Pieter Maritz, boersonen från Transvaal, del 2                           | Pieter Maritz, der Buhrensohn von Transvaal |                                        | Knut Stubbendorff            | 1938                        |
| 11                          | Ethel S. Turner | Stora syster                                                             | The Family at Misrule                       | Georg Lagerstedt                       | Viveka Starfelt              | 1938                        |
| 12                          | Karl May | Björnjägarens son                                                        | Der Sohn des Bärenjägers                    | Georg Lagerstedt                       | Knut Stubbendorff            | 1938                        |
| 13                          | Frederick Marryat | Kaparkaptenen                                                            | The privateersman                           | Uno Stallarholm                        | Louis Renner                 | 1938                        |
| 14                          | Edward. S. Ellis | Blockhuset vid Lickingfloden                                             | Ned in the blockhouse                       | Uno Stallarholm                        | Hans G. Westerlund           | 1939                        |
| 15                          | Ethel S. Turner | Stora syster som gift                                                    | Little Mother Meg                           | Georg Lagerstedt                       | Viveka Starfelt              | 1939                        |
| 16                          | Karl May | Öknens ande                                                              | Der Geist des Llano Estakado                | Georg Lagerstedt                       | Erik Lundegård               | 1939                        |
| 17                          | Robert Louis Stevenson                                                                                               | Skattkammarön                                                            | Treasure Island                             | Walter Paget                           | Gunnar Mascoll Silfverstolpe | 1941                        |
| 18                          | Jules Verne | En världsomsegling under havet, del 1                                    | Vingt mille lieues sous les mers            | E. Riou och A. de Neuville             | Eyvind Johnson               | 1940                        |
| 19                          | Jules Verne | En världsomsegling under havet, del 2                                    | Vingt mille lieues sous les mers            | E. Riou och A. de Neuville             | Eyvind Johnson               | 1940                        |
| 20                          | Kate Douglas Wiggin                                                                                                  | Rebecka                                                                  | Rebecca of Sunnybrook farm                  | Bertil Lybeck                          | Viveka Starfelt              | 1940                        |
| 21                          | Edward S. Ellis | Bakhållet vid Ohio                                                       | Ned on the river                            | Uno Stallarholm                        | Hans G. Westerlund           | 1941                        |
| 22                          | R. Montgomery Bird                                                                                                   | Roland Forresters äventyr                                                | Nick of the woods                           | Victor Andrén                          | Louis Renner                 | 1941                        |
| 23                          | Kate Douglas Wiggin                                                                                                  | Mera om Rebecka                                                          | New chronicles of Rebecca                   | Georg Lagerstedt                       | Viveka Starfelt              | 1941                        |
| 24-25                       | Alexandre Dumas den äldre                                                                                            | De tre musketörerna                                                      | Les trois mousquetaires                     | Maurice Leloir                         | Sven Barthel                 | 1942                        |
| 26                          | William F. Cody | Buffalo Bill                                                             | An autobiography of Buffalo Bill            | ill. efter samtida teckningar          | Hans G. Westerlund           | 1942                        |
| 27                          | Daniel Defoe | Robinson Crusoe                                                          | Robinson Crusoe                             | Walter Paget                           | Thorsten Jonsson             | 1942                        |
| 28                          | Frances Hodgson Burnett                                                                                              | En liten prinsessa                                                       | A little princess                           | Yngve Berg                             | Eva Berg                     | 1943                        |
| 29                          | Mark Twain | Huckleberry Finns äventyr                                                | The adventures of Huckleberry Finn          | Bertil Bull Hedlund                    | Sven Barthel                 | 1943                        |
| 30                          | Robert Louis Stevenson                                                                                               | Den svarta pilen                                                         | The black arrow                             | Uno Stallarholm                        | Louis Renner                 | 1944                        |
| 31                          | A. Conan Doyle | Sherlock Holmes: En studie i rött. De fyras tecken                       | A study in scarlet. The sign of four        | Georg Lagerstedt och F. H. Townsend    | Curt Berg, Nils Holmberg     | 1944                        |
| 32                          | A. Conan Doyle | Sherlock Holmes' äventyr. 1: De fyras tecken och andra berättelser       | The sign of four                            | Sidney Paget                           | Curt Berg, Nils Holmberg     | 1945                        |
| 33                          | A. Conan Doyle | Sherlock Holmes' äventyr. 2: Baskervilles hund och andra berättelser     | The hound of Baskervilles                   | Sidney Paget                           | Nils Holmberg                | 1945                        |
| 34                          | A. Conan Doyle | Sherlock Holmes' äventyr. 3: En skandal i Böhmen och andra berättelser   | A scandal in Bohemia                        | Sidney Paget                           | Nils Holmberg                | 1946                        |
| 35                          | Eleanor H. Porter | Pollyanna                                                                | Pollyanna                                   | Uno Stallarholm                        | Viveka Starfelt              | 1946                        |
| 35 [sic]                    | A. Conan Doyle | Sherlock Holmes' äventyr: Det tomma huset och andra berättelser          | The empty house                             | Georg Lagerstedt                       | Nils Holmberg                | 1958                        |
| 36                          | Jules Verne | Jorden runt på 80 dagar                                                  | Le tour du monde en quatre-vingt jours      |                                        | Eyvind Johnson               | 1947                        |
| 37                          | Jack London | Skriet från vildmarken                                                   | The call of the wild                        | Georg Lagerstedt                       | Hans G. Westerlund           | 1947                        |
| 38                          | Jules Verne | Den hemlighetsfulla ön, del 1                                            | L'île mystérieuse                           | Paul Férat                             | Sven Stolpe                  | 1948                        |
| 39                          | Jules Verne | Den hemlighetsfulla ön, del 2                                            | L'île mystérieuse                           | Paul Férat                             | Sven Stolpe                  | 1948                        |
| 40                          | Marika Stiernstedt                                                                                                   | Ullabella                                                                |                                             | Kurt Jungstedt och Nils von Dardel     |                              | 1949                        |
| 41                          | Jean Webster | Pappa Långben                                                            | Daddy-Long-Legs                             | Jean Webster                           | Cilla Johnson\|1950          |                             |
| 42                          | Rudyard Kipling | Första djungelboken                                                      | The Jungle book                             | J.Lockwood Kipling och W.H.Drake       | Britt G. Hallqvist           | 1951                        |
| 43                          | Rudyard Kipling | Andra djungelboken                                                       | The Second Jungle book                      | J.Lockwood Kipling                     | Britt G. Hallqvist           | 1952                        |
| 44                          | Walter Scott | Ivanhoe                                                                  | Ivanhoe                                     | H. Scott, E. Riou m. fl.               | Nils Holmberg                | 1953                        |
| 45                          | Harriet Beecher Stowe                                                                                                | Onkel Toms stuga                                                         | Uncle Tom's cabin or Life among the lowly   | Stig Södersten                         | Nils Holmberg                | 1954                        |
| 46                          | Jules Verne | Tsarens kurir                                                            | Michel Strogoff                             | Paul Férat                             | Åke Runnquist                | 1954                        |
| 47                          | Rudyard Kipling | Havets hjältar                                                           | Captains courageous                         | I. W. Taber                            | Hans G. Westerlund           | 1954                        |
| 48                          | Jean Webster | Kära fiende                                                              | Dear enemy                                  | Jean Webster                           | Viveka Starfelt              | 1955                        |
| 49                          | A. Conan Doyle | En försvunnen värld                                                      | The lost world                              | Stig Södersten                         | Birger Hultstrand            | 1955                        |
| 50                          | Robert Louis Stevenson                                                                                               | Kidnappad: David Balfours äventyr                                        | Kidnapped                                   | Stig Södersten                         | Nils Holmberg                | 1955                        |
| 51                          | Hjalmar Bergman | Flickan i frack                                                          |                                             | Stig Södersten                         |                              | 1956                        |
| 52                          | Jules Verne | Till jordens medelpunkt                                                  | Voyage au centre de la terre                | E. Riou                                | Claës Gripenberg             | 1956                        |
| 53                          | Äventyrens värld: märkliga öden och äventyr till sjöss och lands från skilda tider och från jordens alla hörn, del 1 |                                                                          |                                             | Stanley Berkeley, Paul Hardy m. fl.    |                              | 1956                        |
| 54                          | Äventyrens värld: märkliga öden och äventyr till sjöss och lands från skilda tider och från jordens alla hörn, del 2 |                                                                          |                                             | Walter Paget, Paul Hardy m. fl.        |                              | 1957                        |
| 55                          | Äventyrens värld: märkliga öden och äventyr till sjöss och lands från skilda tider och från jordens alla hörn, del 3 |                                                                          |                                             | W. Hatherell, Stanely Berkeley m. fl.  |                              | 19..                        |
| 56                          | Jean Webster | Patty                                                                    | Just Patty                                  | Stig Södersten                         | Viveka Starfelt              | 1957                        |
| 57-58                       | Rudyard Kipling | Kim                                                                      | Kim                                         | Stig Södersten                         | Britt-Marie Bergström        | 1957                        |
| 59                          | A. Conan Doyle | Napoleons husar                                                          | The exploits of brigadier Gerard            |                                        | Nils Holmberg                | 1958                        |
| 60                          | H. Rider Haggard | Kung Salomos skatt                                                       | King Solomon's mines                        | Walter Paget                           | Nils Holmberg                | 1958                        |
| 62-63                       | Jules Verne | Från jorden till månen                                                   | De la terre à la lune - Autour de la lune   |                                        | Saga och Claës Gripenberg    | 1958                        |
| 64                          | A. Conan Doyle | Brigadgeneralens bravader                                                | The adventures of Gerard                    | Stig Södersten                         | Nils Holmberg                | 1959                        |
| 65                          | Jack London | Varghunden                                                               | White fang                                  | Eric Palmquist                         | Hans G. Westerlund           | 1959                        |
| 66                          | Frances Hodgson Burnett                                                                                              | Den hemliga trädgården                                                   | The secret garden                           | Martin Lamm                            | Cilla Johnson                | 1960                        |
| 67                          | Alexandre Dumas | Myladys son: Bok 1, Musketörerna i skilda läger                          | Vingt ans après                             | R. Christiansen, J. Nörretanders m.fl. | Claës Gripenberg             | 1961                        |
| 68                          | Alexandre Dumas | Myladys son: Bok 2, Musketörerna återförenade                            | Vingt ans après                             | R. Christiansen, J. Nörretanders m.fl. | Claës Gripenberg             | 1961                        |
| 69                          | H. Rider Haggard | Montezumas dotter                                                        | Montezuma's daughter                        | Maurice Grieffenhagen                  | Nils Holmberg                | 1962                        |
| 70                          | Jerome K. Jerome | Tre män i en båt                                                         | Three men in a boat                         | Gunnar Brusewitz                       | Birgitta Hammar              | 1962                        |
| 71                          | Anthony Hope | Fången på Zenda: berättelsen om tre månader av en engelsk gentlemans liv | The prisoner of Zenda                       | Stig Södersten                         | Claës Gripenberg             | 1963                        |
| 72                          | Sigfrid Siwertz | Mälarpirater                                                             |                                             | Axel Törneman                          |                              | 1963                        |
| 73                          | Frank Heller | Herr Collins affärer i London                                            |                                             | Martin Lamm                            |                              | 1964                        |
| 74                          | Henry Handel Richardson                                                                                              | Ungdomsår                                                                | The getting of wisdom                       | Stig Södersten                         | Viveka Starfelt              | 1964                        |
| 75                          | Frank Heller | Storhertigens finanser                                                   |                                             | Martin Lamm                            |                              | 1965                        |
| 76                          | Charles Nordhoff, James Norman Hall                                                                                  | Myteri!                                                                  | Mutiny!                                     | Stig Södersten                         | Louis Renner                 | 1965                        |
| 77                          | Charles Nordhoff, James Norman Hall                                                                                  | Kamp mot sjön                                                            | Men against the sea                         | Stig Södersten                         | Louis Renner                 | 1966                        |
| 78                          | Frank Heller | Storhertigens senare finanser                                            |                                             | Martin Lamm                            |                              | 1966                        |
| 79                          | C.S. Forester | Fregatten Delaware                                                       | The captain from Connecticut                |                                        | Louis Renner                 | 1968                        |

Anm: Som synes finns det två nummer 35. Detta enligt Libris. Man ser också på tidigare förteckningar av böckerna (t ex på baksidan av nr 48, tryckt 1955) att nr 35 är Pollyanna, medan det på senare förteckningar (t ex baksidan av nr 56, tryckt 1957) står att nr 31-35 är olika delar av Sherlock Holmes äventyr.